# Jake Weary
Jake Weary, född 14 februari 1990, är en amerikansk skådespelare.
Weary har bland annat medverkat i filmerna Trigger Warning, Bleeding Love och It Follows.

## Filmografi (i urval)
- 2014 – It Follows
- 2023 – Bleeding Love
- 2024 – Trigger Warning
- 2025 – The Waterfront (TV-serie)